# Diplolaemus darwinii
Diplolaemus darwinii (ігуана Дарвіна) — вид ігуаноподібних ящірок родини Leiosauridae. Мешкає в Аргентині і Чилі. Вид названий на честь англійського натураліста Чарлза Дарвіна, автора Походження видів.

## Поширення і екологія
Ігуани Дарвіна мешкають в провінціях Чубут і Санта-Крус на півдні Аргентини, а також на сході чилійських регіонів Айсен і Магальянес. Вони живуть в степах Патагонії, на висоті до 700 м над рівнем моря. Живляться комахами та іншими дрібними безхребетними. Відкладають яйця.